# Vít Starý
Vít Starý (* 23. ledna 1989 Plzeň) je český zpěvák, kytarista, textař a frontman dnes již zaniklé kapely Mandrage.

## Život
Otcem Víta Starého je člen skupiny Mediterian Miroslav Starý. Díky němu se Vít seznámil s dalším budoucím členem kapely Mandrage, Matyášem Vordou, protože jejich otcové se znali ze společné práce v divadle. Jelikož Vítův otec je kytarista, přivedl ho také ke hře na tento hudební nástroj. Poprvé vystupoval na koncertě ve 12 letech.
Chodil do ZŠ ve Skvrňanech, později studoval na Střední průmyslové škole dopravní a soukromé střední škole podnikatelské v Plzni. Poté se začal plně věnovat hudbě, za rok 2011 získala kapela Mandrage cenu Anděl v kategorii Skupina roku.
Na konci roku 2019 kapela oznámila, že po chystaném turné Dlouhej únor přeruší vystupování kvůli dořešení osobních problémů Víta. Před začátkem turné náhle přestal Vít Starý komunikovat s kapelou. Kapela tak oznámila, že se uskuteční pouze první koncert, v pražském Foru Karlín. Místo Víta na koncertu zpívali spřátelení hudebníci (např. Adam Mišík nebo Mirai Navrátil).